# Andrena amphibola
Andrena amphibola är en biart som först beskrevs av Henry Lorenz Viereck 1904.  Andrena amphibola ingår i släktet sandbin, och familjen grävbin. Inga underarter finns listade i Catalogue of Life.